# The Landmark
The Landmark – od 2012 do 2014 najwyższy wieżowiec w Abu Zabi, stolicy Zjednoczonych Emiratów Arabskich.
Budynek ma 324 m wysokości i 72 piętra, tym samym przewyższył wcześniejszy najwyższy budynek emiratu Abu Dhabi Investment Authority Tower.
Od 2014 najwyższym budynkiem w Abu Zabi jest Burdż Mohammed Bin Rashid, jeden z 3 wieżowców w kompleksie World Trade Center Abu Dhabi.

## Galeria

The Landmark
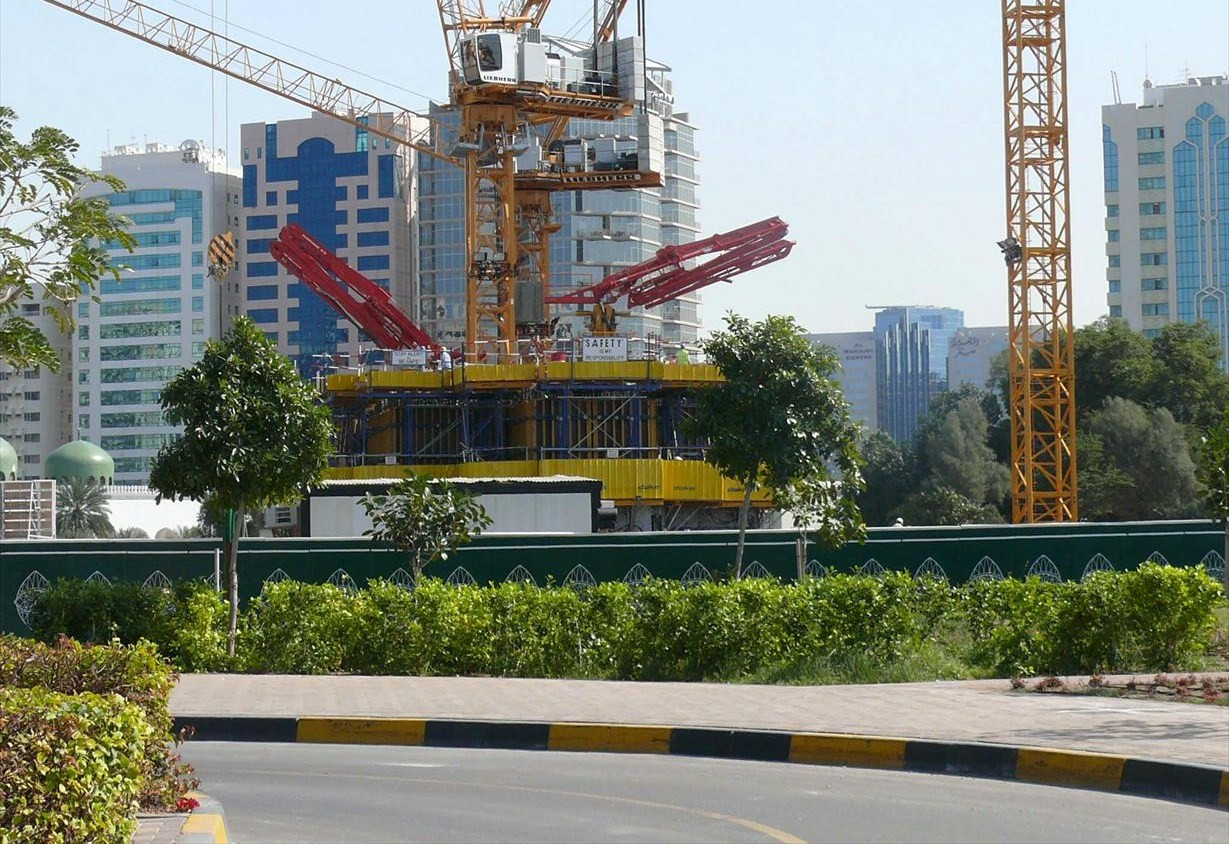
W trakcie budowy, 2008.
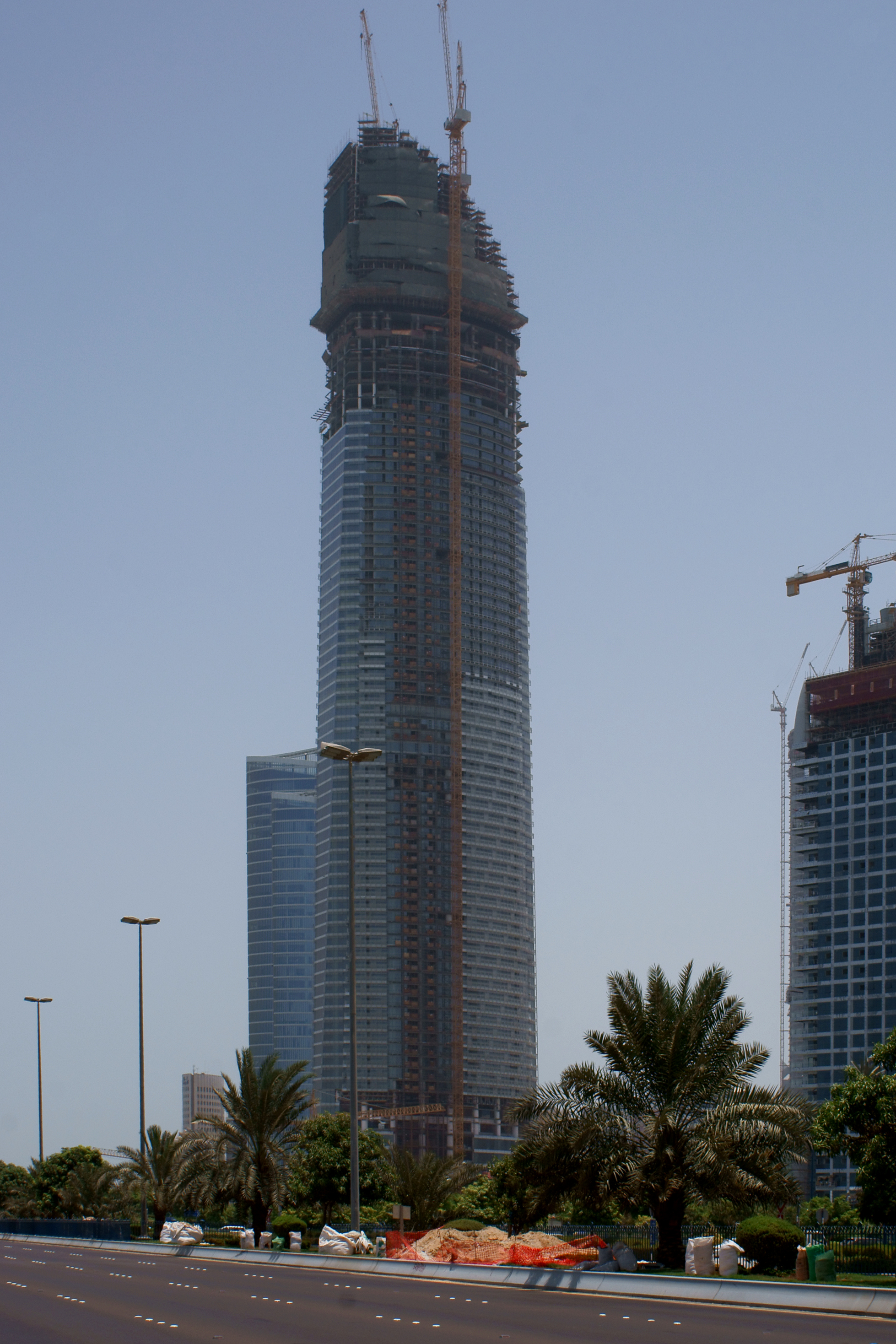
W trakcie budowy, 2010.
ADIA Tower i Landmark, 2013
W blasku słońca na tle wysokościowców Abu Zabi, 2017